# Abbàs ibn Abd-al-Múttalib
Al-Abbàs ibn Abd-al-Múttalib (àrab: العباس بن عبد المطلب, al-ʿAbbās ibn ʿAbd al-Muṭṭalib) (la Meca, 566 – Medina, 652, any 32 de l'hègira) fou oncle del profeta Muhàmmad i d'Alí, quart califa sunnita i primer imam xiïta. Fou fill d'Abd-al-Múttalib ibn Hàixim i membre, per tant, del clan haiximita de la tribu de Qurayx. Un dels seus descendents directes, Abu-l-Abbàs as-Saffah, fou el fundador de la poderosa dinastia dels abbàssides.
Històricament fou un personatge poc rellevant, però quan els seus descendents aconseguiren el califat, van reescriure la seva biografia fins a donar-li un caràcter hagiogràfic.